# Lambert Quant

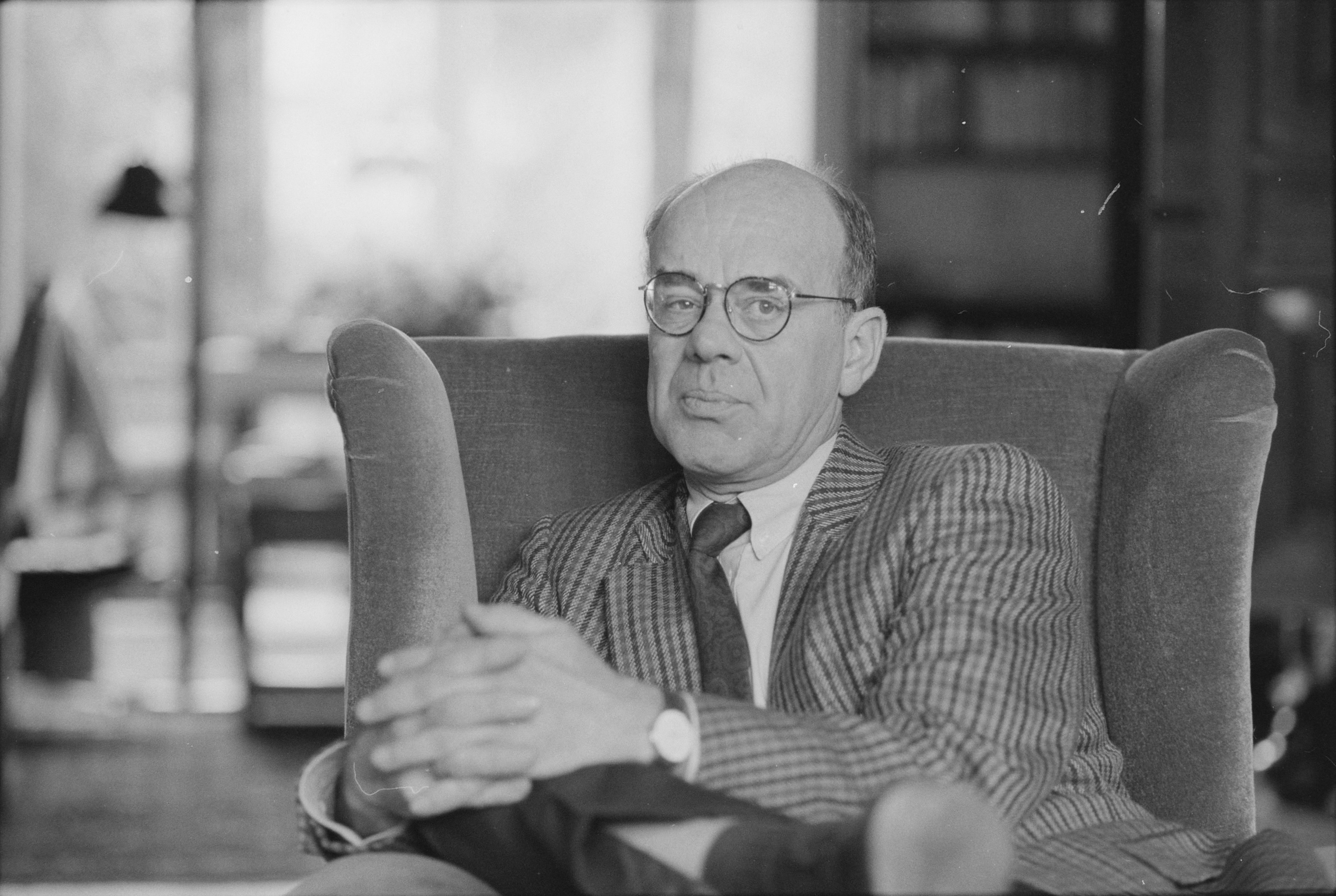
Lambert Quant in 1991

Lambertus Hendricus Maria (Lambert) Quant (Purmerend, 12 september 1942) is een Nederlands politicus van de PvdA.
Hij is afgestudeerd in de rechten en was enige tijd kandidaat notaris voor hij in 1971 ging werken bij de provincie Noord-Holland. Quant begon daar als hoofd van het bureau kabinetszaken, werd in 1979 waarnemend chef van het kabinet van de commissaris van de Koningin en vanaf 1985 was hij de chef van het kabinet. In november 1991 volgde zijn benoeming tot burgemeester van Schoorl wat hij zou blijven tot die gemeente op 1 januari 2001 fuseerde met de gemeenten Egmond en Bergen waarmee aan zijn functie een einde kwam.